# Montreuil-aux-Lions British Cemetery
Montreuil-aux-Lions British Cemetery is een Britse militaire begraafplaats in Frankrijk met gesneuvelden uit de Eerste en Tweede Wereldoorlog. De begraafplaats ligt langs de weg naar Château-Thierry op 700 m ten noordoosten van het centrum van Montreuil-aux-Lions (Église Saint-Martin). Ze heeft een rechthoekig grondplan met een oppervlakte van 600 m² en wordt omsloten door een natuurstenen muur, afgedekt met witte dekstenen. Het Cross of Sacrifice staat op een verhoogd terras centraal tegen de oostelijke muur. De toegang aan de straatzijde bestaat uit een stenen trap met 5 opgaande treden en leidt naar een metalen hekje tussen witte stenen steunmuren. De begraafplaats wordt onderhouden door de Commonwealth War Graves Commission.
Er worden 171 slachtoffers uit de Eerste Wereldoorlog, waaronder 102 niet geïdentificeerde, en 6 uit de Tweede Wereldoorlog herdacht.

## Geschiedenis
De begraafplaats werd na de wapenstilstand aangelegd met slachtoffers die vanuit de slagvelden van Aisne werden samengebracht. In de jaren dertig van de 20e eeuw werden nog slachtoffers bijgezet die afkomstig waren uit de volgende omliggende kleinere plaatsen:
Branges Churchyard, Chacrise Communal Cemetery, Chateau-Thierry Communal Cemetery, Coulonges-en- Tardenois Communal Cemetery, Coyolles Communal Cemetery, Dhuisy Communal Cemetery, Largny Churchyard, Latilly Communal Cemetery, Louatre Churchyard, Puiseux Communal Cemetery, Rozoy-en-Brie Communal Cemetery, Sommelans Churchyard en Veuilly-la-Poterie Communal Cemetery.
Onder de geïdentificeerde doden zijn er 69 Britten uit de Eerste Wereldoorlog en 5 Britten en 1 Australiër uit de Tweede Wereldoorlog. Voor 8 slachtoffers werden Special Memorials opgericht omdat hun graven niet meer gelokaliseerd konden worden en men neemt aan dat ze onder naamloze grafzerken liggen. Acht manschappen van het 1st Bn. Dorsetshire Regiment worden herdacht op een herdenkingspaneel aan de muur achter het Cross. Vier manschappen van de Coldstream Guards wier graven niet meer gevonden werden in hun oorspronkelijke begraafplaats worden ook herdacht met Special Memorials
De zes slachtoffers uit de Tweede Wereldoorlog waren bemanningsleden van een Avro Lancaster bommenwerper. Op 19 juli 1944 werden zij neergeschoten door een Duits jachtvliegtuig. Alleen de boordwerktuigkundige, sergeant J.A. Nealey, overleefde de crash nadat hij uit het vliegtuig was gesprongen.

## Graven
- soldaat John Hancock (Royal Sussex Regiment) was 17 jaar toen hij op 10 september 1914 sneuvelde.
- Frank Francis Molinas, officier bij de Royal Australian Air Force werd onderscheiden met het Distinguished Flying Cross (DFC).